# Міжнародний кінофестиваль у Торонто 2018
43-й щорічний міжнародний кінофестиваль у Торонто проходив з 6 по 16 вересня 2018 року. Стрічку «Король поза законом» Девіда Макензі було обрано фільмом відкриття, а «Джеремая Термінатор Лерой» режисера Джастіна Келлі — фільмом закриття фестивалю.
Володарем головного призу «Народний вибір» за найкращий фільм, якого визначають за результатами глядацького голосування, став американський фільм «Зелена книга» режисера Пітера Фареллі.

## Нагороди
Нагороди було розподілено наступним чином:
| Нагорода                                                                            | Фільм                            | Режисер(и)                          |
| ----------------------------------------------------------------------------------- | -------------------------------- | ----------------------------------- |
| Приз «Народний вибір»                                                               | «Зелена книга»                   | Пітер Фареллі                       |
| Приз «Народний вибір» (2 місце)                                                     | «Якби Бейл-стріт могла говорити» | Баррі Дженкінс                      |
| Приз «Народний вибір» (3 місце)                                                     | «Рим»                            | Альфонсо Куарон                     |
| Приз «Народний вибір» за найкращий документальний фільм                             | «Вільне соло»                    | Джиммі Чин, Елізабет Чаї Васархелій |
| Приз «Народний вибір» за найкращий документальний фільм (2 місце)                   | «Це змінює все»                  | Том Донах'ю                         |
| Приз «Народний вибір» за найкращий документальний фільм (3 місце)                   | «Найбільша маленька ферма»       | Джон Честер                         |
| Приз «Народний вибір» за найкращий фільм «Опінічного божевілля»                     | «Чоловік, який не відчував болю» | Васан Бала                          |
| Приз «Народний вибір» за найкращий фільм «Нічного божевілля» (2 місце)              | «Геловін»                        | Девід Ґордон Ґрін                   |
| Приз «Народний вибір» за найкращий фільм «Нічного божевілля» (3 місце)              | «Нація убивць»                   | Сем Левінсон                        |
| Найкращий фільм «Платформи»                                                         | «Місто останніх речей»           | Хо Ві Дін                           |
| Спеціальна згадка «Платформи»                                                       | Річка                            | Емір Байгазин                       |
| Найкращий канадський фільм                                                          | «Світлячки зникли»               | Себастьян Пілоте                    |
| Найкращий канадський короткометражний фільм                                         | «Братство»                       | Мерім Жубер                         |
| Найкращий канадський дебютний фільм                                                 | «Дороги в лютому»                | Кетрін Джеркович                    |
| Приз ФІПРЕССІ за найкращий фільм програми «Відкриття»                               | «Ширяти як метелик»              | Кармель Вінтерс                     |
| Приз ФІПРЕССІ за найкращий фільм програми «Спеціальні презентації»                  | «Шкіра»                          | Ґай Наттів                          |
| Приз ФІПРЕССІ за найкращий фільм програми «Спеціальні презентації» — Почесна згадка | «Чесна людина»                   | Луї Гаррель                         |
| Найкращий міжнародний короткометражний фільм                                        | «Поле»                           | Сандх'я Сурі                        |
| Приз NETPAC за найкращу прем'єру іноземного або азійського фільму                   | «Третя дружина»                  | Еш Мейфір                           |
| Приз NETPAC — Почесна згадка                                                        | «Перехрестя»                     | Бай Сюе                             |
| Нагорода Єврімаж Аудентіа найкращій жінці режисеру                                  | «Смоківниця»                     | Аламорк Давидіан                    |
| Нагорода Єврімаж Аудентіа — Почесна згадка                                          | «Фенікс»                         | Камілла Стром Генріксен             |

## Журі

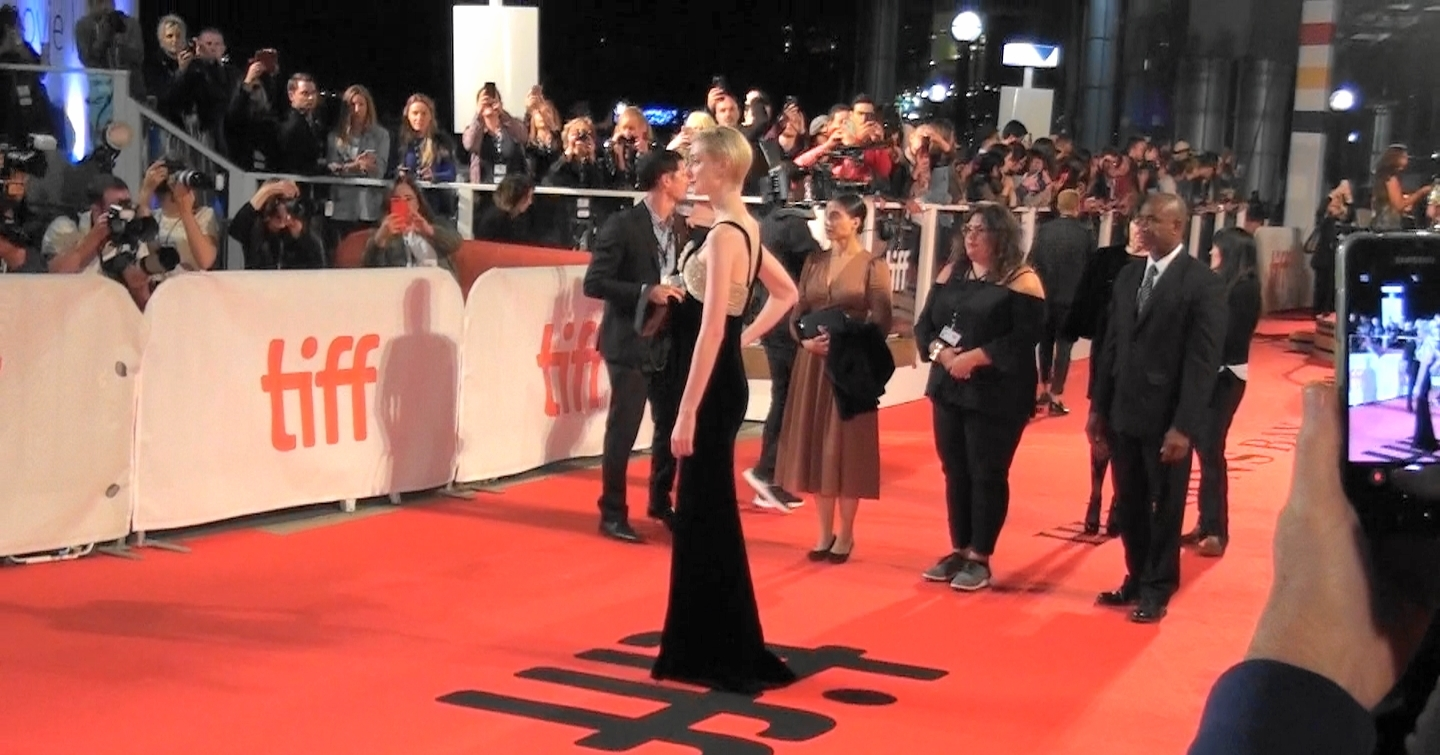
Червона доріжка 43-го МКФ у Торонто

### Платформа
- Лі Чхан Дон[3], кінорежисер та сценарист
- Бела Тарр[3], кінорежисер
- / Міра Наїр[4], кінорежисер, продюсер

## Програми фестивалю
24 липня 2018 43-й Міжнародний кінофестиваль в Торонто (TIFF) оголосив список перших фільмів-учасників Гала і Спеціальної презентацій. Всього було анонсовані 47 стрічок. Показ 21-ї з них став світовою прем'єрою, восьми — північноамериканською, 11 — канадською прем'єрою. 13 фільмів зняті режисерами-жінками. Фестивальну лінійку канадських фільмів було оголошено 1 серпня, і 8 серпня було озвучено список фільмів-учасників програми «Платформа». Два дні потому було оголошено лінійку «Документальні фільми» та додаткові фільми до програми «Нічне божевілля» (Midnight Madness). Доповнення до відповідних програм були оголошені 14 серпня 2018. Всього на фестивалі було показано 343 фільми.

### Гала презентації /Gala presentations
- «Брехня» / The Lie — Віна Суд ()
- «Вдови» / Widows — Стів Макквін (/)
- «Вихователька» / The Kindergarten Teacher — Сара Коланджело ()
- «Вище товариство» / High Life — Клер Дені (///)
- «Гарний хлопчик» / Beautiful Boy — Фелікс ван Грунінген ()
- «Громадськість» / The Public — Еміліо Естевес ()
- «Джеремая Термінатор Лерой» / Jeremiah Terminator LeRoy — Джастін Келлі (//) (фільм закриття)
- «Земля стійких звичок» / The Land of Steady Habits — Ніколь Голофсенер ()
- «Зелена книга» / Green Book — Пітер Фарреллі ()
- «Народження зірки» / A Star is Born — Бредлі Купер ()
- «Король поза законом» / Outlaw King — Девід Макензі (/) (фільм відкриття)
- «Ненависть, яку ви породжуєте» / The Hate U Give — Джордж Тіллман-молодший ()
- «Перша людина» / First Man — Демієн Шазелл ()
- «Приватна війна» / A Private War — Меттью Гайнеман ()
- «Прихована людина» / Hidden Man — Цзян Вень ()
- «Саме життя» / Life Itself — Ден Фогельман ()
- «Тінь» / 影, Yǐng — Чжан Їмоу ()
- «Усі знають» / Todos Lo Saben — Асгар Фархаді (//)
- «Чоловічий матеріал» / Husband Material — Анураг Каш'яп ()
- «Що у них було» / What They Had — Елізабет Чомко ()

### Спеціальні презентації /Special presentations
- «22 липня» / 22 July — Пол Грінграсс (/)
- «Американська жінка» / American Woman — Джейк Скотт ()
- «Антропоцен» / Anthropocene — Дженніфер Байчваль, Ніколас де Понсі, Едвард Бертинський ()
- «Бен повернувся» / Ben is Back — Пітер Геджес ()
- «Білий хлопець Рік» / White Boy Rick — Янн Деманж ()
- «Брати Сістерс» / The Sisters Brothers — Жак Одіар (///)
- «Весільний гість» / The Wedding Guest — Майкл Вінтерботтом ()
- «Видіння» / Vision — Наомі Кавасе (/)
- «Вікенд» / The Weekend — Стелла Мегі ()
- «Віта і Вірджинія» / Vita & Virginia — Чаня Баттон (/)
- «Гадючник» / Viper Club — Мар'ян Кешаварц ()
- «Гігантські малюки» / Giant Little Ones — Кіт Берман ()
- «Глорія Белл» / Gloria Bell — Себастьян Леліо (/)
- «Головний кандидат» / The Front Runner — Джейсон Райтман ()
- «Голос люкс» / Vox Lux — Бреді Корбет ()
- «Горіння» / Burning — «Лі Чхан Дон» ()
- «Готель „Мумбаї“» / Hotel Mumbai — Ентоні Марас ()
- «Грета» / Greta — Ніл Джордан (/)
- Грізлі / The Grizzlies — Міранда де Пенсьєр ()
- «Де торкаються руки» / Where Hands Touch — Амма Асанте ()
- «Дика троянда» / Wild Rose — Том Гарпер ()
- «Дике життя» / Wildlife — Пол Дано ()
- «Дівчата сонця» / Girls of the Sun — Єва Юссон (///)
- «Догмен» / Dogman — Маттео Ґарроне (/)
- «За мрією» / Teen Spirit — Макс Мінгелла ()
- «Захід Сонця» / Sunset — Ласло Немеш (/)
- «Зниклий хлопчик» / Boy Erased — Джоел Едгертон ()
- «Капернаум» / Capernaum — Надін Лабакі (/)
- «Код „Червоний“» / Red Joan — Тревор Нанн ()
- «Колетт» / Colette — Вош Вестмоленд ()
- «Крамничні злодюжки» / 万引き家族, Manbiki kazoku — Хірокадзу Корееда () (фільм закриття)
- «Крізь чорні ялини» / Through Black Spruce — Дон Маккеллар ()
- «Курськ» / Kursk — Томас Вінтерберг (/)
- «Легенда про демона кота» / 妖猫传, Yāo Māo Zhuàn — Чень Кайге (/)
- «Майя» / Maya — Міа Гансен-Льов ()
- «Малюк» / Baby (Bao Bei Er) — Лю Цзе ()
- «Манто» / Manto — Нандіта Дас ()
- «Материнський інстинкт» / Mothers' Instinct — Олів'є Массе-Депасс (/)
- «Мільйон дрібних шматочків» / A Million Little Pieces — Сем Тейлор-Джонсон ()
- «Монстри і люди» / Monsters and Men — Рейнальдо Маркус Грін ()
- «Мундштук» / Mouthpiece — Патриція Розема () (фільм відкриття)
- «Натюрморт» / La Quietud — Пабло Траперо (/)
- «Операція „Колібрі“» / The Hummingbird Project — Кім Нгуєн ()
- «Падіння американської імперії» / The Fall of the American Empire — Дені Аркан ()
- «Подвійні життя» / Doubles vies — Олів'є Ассаяс ()
- «Притримай пітьму» / Hold the Dark — Джеремі Солньє ()
- «Рома» / Roma — Альфонсо Куарон (/)
- «Робота без авторства» / Werk ohne Autor — Флоріан Генкель фон Доннерсмарк ()
- «Розкажи це бджолам» / Tell It To The Bees — Аннабель Джанкель ()
- «Середина 1990-х» / Mid90s — Джона Гілл ()
- «Смерть і життя Джона Ф. Донована» / The Death and Life of John F. Donovan — Ксав'є Долан ()
- «Старий з пістолетом» / The Old Man & The Gun — Девід Лаурі ()
- «Тачка на мільйон» / Driven — Нік Гамм (//)
- «Холодна війна» / Cold War — Павел Павліковський (//)
- «Чесний чоловік» / L'Homme fidèle — Луї Гаррель ()
- «Чи зможете Ви мене пробачити?» / Can You Ever Forgive Me? — Маріель Геллер ()
- «Шкіра» / Skin — Ґай Наттів ()
- «Якби Бейл-стріт могла говорити» / If Beale Street Could Talk — Баррі Дженкінс ()
- «?» / Papi Chulo — Джон Батлер ()

### Спеціальні події / Special events
- «Клуб радості та щастя» / 喜福會, Xǐ Fú Huì — Вейн Ван ()
- «?» / Sharkwater Extinction — Роб Стюарт ()

### Сучасний світ кіно /Contemporary World Cinema
- «Ангел» / Angel — Коен Мортьє (//)
- «Ангел» / The Angel — Луїс Ортега (/)
- «Асако 1 і 2» / Asako I & II — Рюсуке Хамагучі (/)
- «Бельмонте» / Belmonte — Федерико Вейрох (//)
- «Бюльбюль може співати» / Bulbul Can Sing — Рима Дас ()
- «Велика темрява» / La grande noirceur — Максим Жиру ()
- «Все буде» / Všechno bude — Олмо Омерзу (///)
- «Дай мені впасти» / Let Me Fall — Болдуїн Зофоніассон (//)
- «Джинпа» / Jinpa (Zhuang Si Le Yi Zhi Yang) — Пема Цеден ()
- «До морозів» / Before the Frost — Міхаель Ноєр ()
- «Донбас» / Donbass — Сергій Лозниця (////)
- «Дорога в Флоріанополіс» / Sueño Florianópolis — Ана Кац (//)
- «Дороги в лютому» / Les routes en février — Кетрін Джеркович (/)
- «Дурне молоде серце» / Hölmö nuori sydän — Сельма Вілхунен (//)
- «Завод» / Завод — Юрій Биков (//)
- «Занурення» / Hatzlila — Йона Розенкер ()
- «Знак надії» / Il vizio della speranza — Едоардо де Анґеліс ()
- «Інша історія» / The Other Story — Аві Нешер ()
- «Кінґсвей» / Kingsway — Брюс Свіні ()
- «Мені плювати, якщо ми увійдемо в історію як варвари» / Îmi este indiferent daca în istorie vom intra ca barbari — Раду Жуде (////)
- «Музей» / Museum — Алонсо Руїспаласіош ()
- «Night/Ext» / Night/Ext — Ахмед Абдалла (/)
- «На межі світів» / Border — Алі Аббасі (/)
- «Найпрекрасніша пара» / Das schönste Paar — Свен Таддікен (/)
- «Невідомий майстер» / Tuntematon mestari — Клаус Хяре ()
- «Обвинувачений» / The Accused (Acusada) — Гонсало Тобаль ()
- «Осколки» / Splinters — Том Фіцджеральд ()
- «Перелітні птахи» / Birds of Passage — Кристіна Ґеллего, Чиро Герра (///)
- «Погляд у минуле» / Retrospekt — Естер Ротс (/)
- «Подивись на мене» / Look at Me — Неджиб Белкадхі (//)
- «Приший зиму до моєї шкіри» / Sew the Winter to my Skin — Джаміль Екс. Ті. Кубека (/)
- «Робітниця» / Working Woman — Міхаль Авіад ()
- «Розі» / Rosie — Педді Бретнек ()
- «Світлячки зникли» / La disparution des lucioles — Себастьян Пілоте ()
- «Серце світу» / Сердце мира — Наталія Мещанінова (/)
- «Сібель» / Sibel — Çagla Zencirci, Гійом Джованетті (///)
- «Солодкий реквієм» / Kyoyang Ngarmo — Ріту Сарін, Тензінґ Сонам (/)
- «Спокута» / Geula  — Боаз Єхонатан Яков, Йоссі Мадмоні ()
- «Стікс» / Styx — Вольфганг Фішер (/)
- «Улісс і Мона» / Ulysses & Mona — Себастьєн Бетбедер ()
- «Хто тобі буде співати?» / Quién te cantará — Карлос Вермут (/)
- «Царство» / El reino — Родріго Сороґойєн (/)
- «Це час року» / That Time of Year — Паприка Стін ()
- «Чорна книга» / The Black Book — Валерія Сармієнто (/)
- «Чорний 47-й» / Black 47 — Ленс Дейлі (/)
- «?» / Falls Around Her — Дарлін Напонсе ()
- «?» / Les Salopes or the Naturally Wanton Pleasure of Skin — Рені Больє ()
- «?» / Minuscule — Mandibles From Far Away — Томас Сабо, Елен Жиро ()

### Відкриття /Discovery
- «Аніара» / ANIARA — Пелла Когерман, Гуго Ліа ()
- «Вантаж» / Teret — Огнєн Главоніч (////)
- «Вижити влітку» / Išgyventi vasarą — Марія Кавтарадзе ()
- «Викрутка» / Screwdriver — Бассам Джарбаві (//) (фільм закриття)
- «Виховання» / Farming — Адевале Акінойе-Аґбаже ()
- «Вістря ножа» / Edge of the Knife — Gwaai Edenshaw, Гелен Гайґ-Браун ()
- «Ґвен» / Gwen — Вільям Макгрегор ()
- «Гірська жінка: на війні» / Woman at War — Бенедикт Ерлінґссон (//)
- «День, коли я втратив свою тінь» /  Yom Adaatou Zouli — Судад Каадан (///)
- «Джирґа» / Jirga — Бенжамін Ґілмор ()
- «Дівчина» / Girl — Лукас Донт ()
- «Ему бігун» / Emu Runner — Імоджен Томас ()
- «Занадто пізно померти молодим» / Tarde Para Morir Joven — Домінґа Сотомайор (////)
- «Зникнення» / Disappearance — Алі Асґарі (/)
- «Її робота» / I Doulia tis — Нікос Лабот (//)
- «Кардинали» / Cardinals — Ґрейсон Мур, Айдан Шиплі ()
- «Квітка-близнюк» / Fiore Gemello — Лаура Лукетті ()
- «Кінець часів» / Endzeit — Кароліна Гелсґард ()
- «Клара» / Clara — Ахаш Шерман ()
- «Лев'яче серце» / Lionheart — Женев'єва Нняджі ()
- «Легка, як пір'їнка» / Light as Feathers — Розанна Пел ()
- «Майбутнє, яке настає» / El futuro que viene — Констанца Новік ()
- «Мері обходить» / Mary Goes Round — Моллі Макґлінн ()
- «Милосердя джунглів» / La Miséricorde de la Jungle — Жоель Карекезі (//)
- «Наслідки» / Posledice — Дарко Станте (/)
- «Наше тіло» / 아워 바디, Awol Badi — Хан Ка Рам ()
- «Не торкайся» / Touch Me Not — Адіна Пінтіліє (////)
- «Незвичайна подорож Селесте Гарсія» / El viaje extraordinario de Celeste García — Артуро Інфанте (/)
- «Пансіонат» / The Chambermaid — Ліла Авілес ()
- «Перехрестя» / The Crossing — Бай Сюе () (фільм відкриття)
- «Подруга» / Rafiki — Ванурі Кагуї (////// / )
- «Помаранчеві дні» / Orange Days — Араш Лаоті ()
- «Почварки» / Freaks — Зак Ліповські, Адам Штайн ()
- «П'ять пальців для Марселя» / Five Fingers For Marseilles — Майкл Меттьюз ()
- «Скат Манта» / Kraben rāhu — Футтіфонг Арунфенг (//)
- «Сліпа пляма» / Blindsone — Тува Новотни ()
- «Слон сидить спокійно» / Da xiang xi di er zuo — Hu Bo ()
- «Смоківниця» / Etz Teena — Аламорк Давидіан (///)
- «Співучасть» / Complicity — Кей Чикаура (/)
- «Тель-Авів у вогні» / Tel Aviv Boeret — Самех Зоабі (///)
- «Тито та птахи» / Tito and the Birds — Ґуставо Стенйберг, Габрієль Бітар, Андре Катото ()
- «Третя дружина» / The Third Wife — Еш Мейфейр ()
- «Феєрверки» / Firecrackers — Жасмін Мозаффарі ()
- «Фенікс» / Føniks — Камілла Стром Генріксен (/)
- «Чистий» / Saf — Алі Ватансевер (//)
- «Ширяти, як метелик» / Float Like a Butterfly — Кармель Вінтерс ()
- «Шоломні голови» / Helmet Heads — Нето Віллалобос (/)
- «?» / aKasha (The Roundup) — Гаджудж Кука (///)
- «?» / AGLUMI — Ніно Жванія (/)
- «?» / Icebox — Деніел Савка ()
- «?» / The Dig — Енді Тогілл, Раян Тогілл ()

### Майстри /Masters
- «Божественний вітер» / Divine Wind — Мерзак Аллуаш (///)
- «Готель біля річки» / Gangbyeonhotel — Хон Сан Су ()
- «Дика груша» / The Wild Pear Tree — Нурі Більге Джейлан (////)
- «Книга з картинками» / The Image Book — Жан-Люк Годар (/)
- «Сільвіо та інші» / Loro — Паоло Соррентіно (/)
- «Наш час» / Nuestro Tiempo — Карлос Рейгадас (////)
- «Петерлоо» / Peterloo — Майк Лі ()
- «Попелястий — найчистіший білий» / 江湖儿女, Ash is purest white — Цзя Чжанке (/)
- «Транзит» / Transit — Крістіан Петцольд (/)
- «Три обличчя» / 3 Faces — Джафар Панагі ()
- «Убивство» / 斬, Zan — Шинья Цукамото ()

### Опівнічне божевілля /Midnight Madness
- «Вітер» / The Wind — Емма Таммі ()
- «Геловін» / Halloween — Девід Ґордон Ґрін ()
- «Діамантіно» / Diamantino — Габрієль Абрантес, Данієль Шмідт ()
- «Екстаз» / Climax — Гаспар Ное ()
- «Чоловік, який не відчував болю» / Mard Ko Dard Nahi Hota — Васан Бала ()
- «Нація убивць» / Assassination Nation — Сем Левінсон ()
- «Некромант» / Nekrotronic — Кія Роуч-Тернер ()
- «Протистояння у Сперроу-Крі» / The Standoff at Sparrow Creek — Генрі Дангем ()
- «У тканині» / In Fabric — Пітер Стрікленд ()
- «Хижак» / The Predator — Шейн Блек ()

### Платформа /Platform
- «Анжело» / Angelo — Маркус Шляйнцер (/)
- «Гарні дівчата» / Las niñas bien — Алехандра Маркес Абелла ()
- «Джессіка назавжди» / Jessica Forever — Кароліна Поджі та Джонатан Вінель ()
- «Доннібрук» / Donnybrook — Тім Саттон ()
- «Її запах» / Her Smell — Алекс Росс Перрі ()
- «Мадемуазель де Жонк'єр» / Mademoiselle de Joncquières — Еммануель Муре ()
- «Невинний» / The Innocent — Симон Жакмет (/)
- «Річка» / Ozen — Емір Байгазин (//)
- «Руйнівник» / Destroyer — Карін Кусама ()
- «Червоний» / Rojo — Бенджамін Найштат (////)
- «Місто останніх речей» / Xing fu cheng shi — Хо Ві Дін ([[Файл:Шаблон:Прапор Тавань|20x13px|Тавань]]///)
- «?» / Out of Blue — Керол Морлі (/)

### Wavelengths
- «Довгий день йде в ніч »/ Long Day's Journey Into Night — Бі Ґань (/)
- «Кам'яні оратори» / The Stone Speakers — Ігор Дриляча (/)
- «Квітка» / La Flor — Маріано Льянас ()
- «Мертві душі» / Dead Souls — Ван Бін  (/)
- «Процес» / The Trial — Сергій Лозниця ()
- «У моїй кімнаті» / In My Room — Ульріх Келер (/)
- «Фауст» / Fausto — Андреа Буссманн (/)
- «Що ти робитимеш, коли світ запалає?» / What You Gonna Do When the World's on Fire? — Роберто Мінервіні (//)
- «?» / Erased, Ascent of the Invisible (Tirss, Rihlat Alsoo'oud ila Almar'i) — Гассан Галвані ()
- «?» / L. COHEN — Джеймс Беннінг ()
- «?» / Ray & Liz — Річард Біллінгем ()
- «?» / The Grand Bizarre — Джоді Мак ()